# Philautus medogensis
Philautus medogensis är en groddjursart som beskrevs av Ye och Hu 1984. Philautus medogensis ingår i släktet Philautus och familjen trädgrodor. Inga underarter finns listade i Catalogue of Life.